# Horikawa
Cesarz Horikawa (jap. 堀河天皇 Horikawa-tennō; ur. 8 sierpnia 1079, zm. 9 sierpnia 1107) – 73. cesarz Japonii, według tradycyjnego porządku dziedziczenia.
Horikawa panował w latach 1087–1107.
Mauzoleum cesarza Horikawa znajduje się w Kioto. Nazywa się Nochi no Yenkyō-ji no misasagi.